# 苦情処理
苦情処理（くじょうしょり）とは、使用者が企業の円滑な経営を維持するために、従業員の処遇や労働条件に関する不満をあらかじめ定められた手続きに従って処理することである。
日本の労働基準法89条において、常時10人以上の労働者を使用する使用者は、賃金、労働時間、その他一定の事項について就業規則を作成し、行政官庁に届け出なければならないと定めている。また、労働組合がある場合には、労働協約によって労働条件が決定される。しかしながら、これらの協約や規則の解釈、適用をめぐって紛議を生ずることがある（権利争議）。このような紛争は、労働条件の新規決定や改正をめぐる労使紛争（利益争議）とは区別して、団体交渉や争議行為を経ずに円満に解決することが望ましい。そこで、就業規則や労働協約の中には、苦情処理制度を定め、苦情処理手続きを定めている場合が一般である。
20世紀半ばから末にかけての高度経済成長にあった日本では、実際には公式の苦情処理制度よりは、現場管理職等による非公式な問題解決が多かったが、21世紀初頭からは労働契約の個別化が進み、地方労働局や地方公共団体の労働相談にかかる事案が増加した。